# Limenitis pintuyana
Limenitis pintuyana är en fjärilsart som beskrevs av Semper 1878. Limenitis pintuyana ingår i släktet Limenitis och familjen praktfjärilar. Inga underarter finns listade i Catalogue of Life.